# Lâu đài If

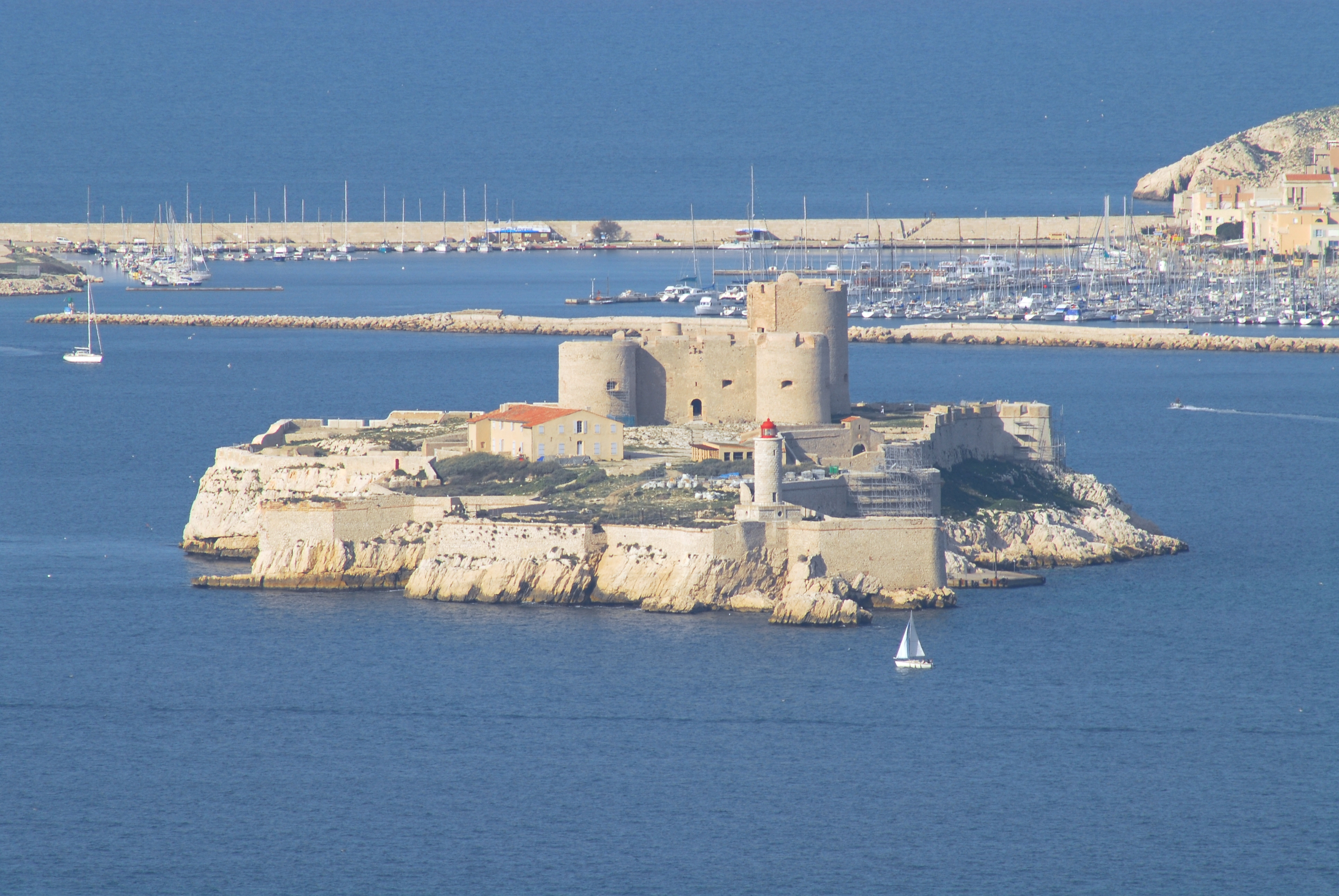
Lâu đài If nhìn gần.

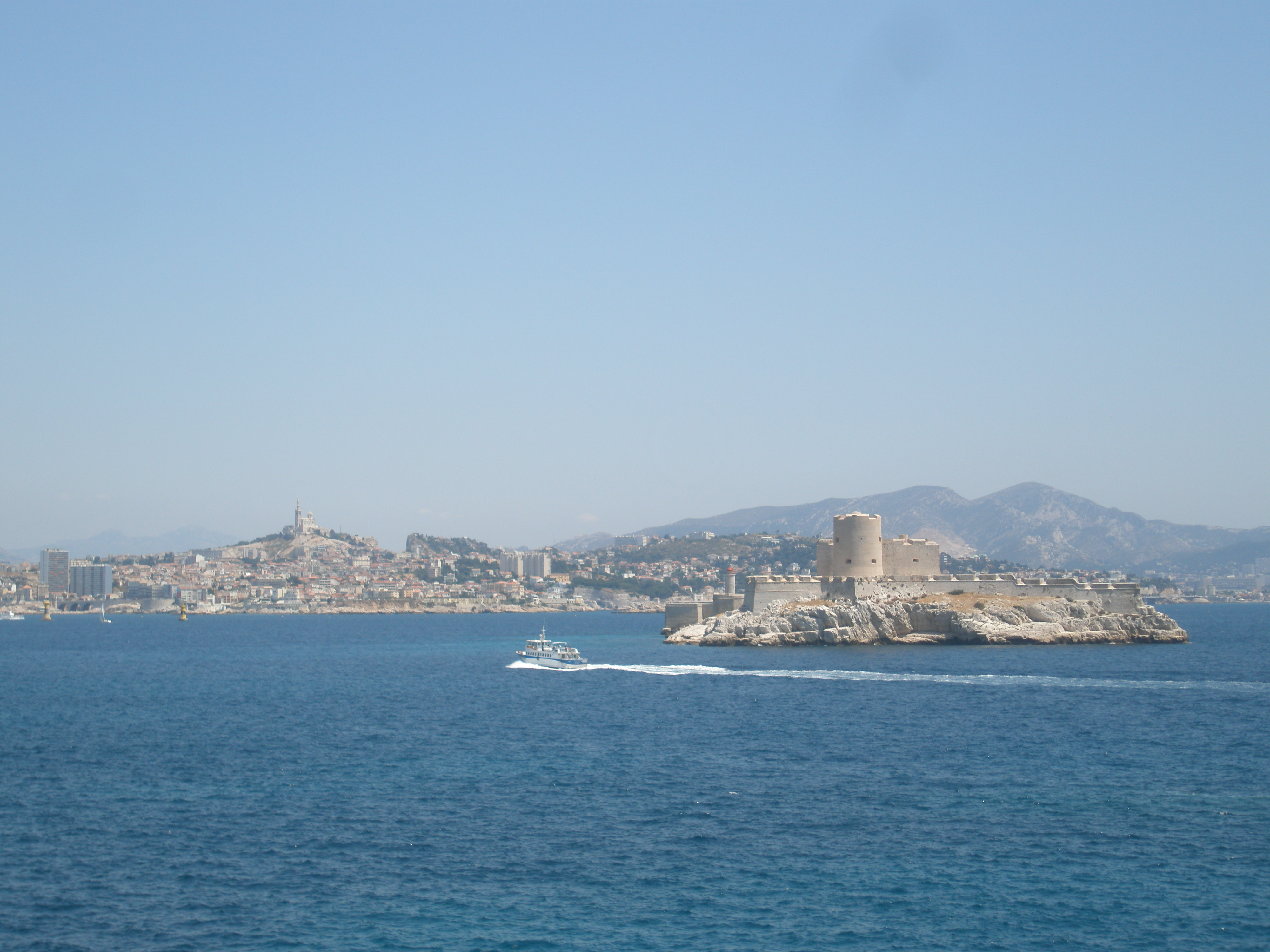
Lâu đài If với Marseille ở phía sau.

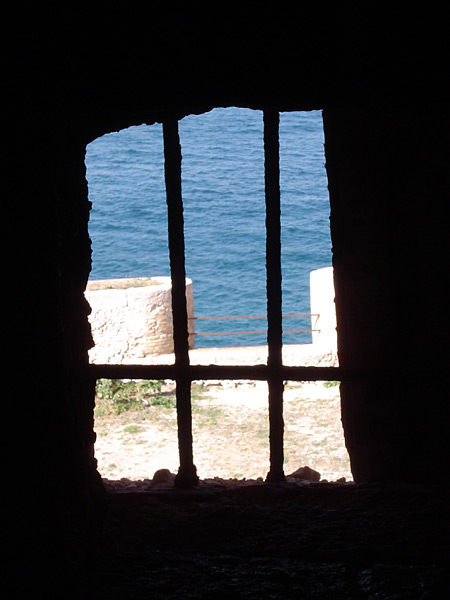
Nhìn từ một xà lim trong lâu đài If.

Lâu đài If (tiếng Pháp: Château d'If) là một pháo đài (sau này là một nhà tù) nằm trên đảo If, hòn đảo nhỏ nhất trong quần đảo Frioul nằm trong Địa Trung Hải với khoảng cách một dặm ngoài khơi vịnh Marseille ở đông nam nước Pháp. Nó nổi tiếng là một trong các thiết lập của cuốn tiểu thuyết phiêu lưu của Alexandre Dumas Bá tước Monte Cristo.
Lâu đài được xây dựng ba tầng, hình vuông với kích thước dài 28 m mỗi bên, hai bên là ba tòa tháp với các lỗ châu mai có đại bác lớn. Phần còn lại của hòn đảo, mà chỉ có kích thước 30.000 mét vuông, được vũ trang dày đặc, thành lũy cao với các nền tảng súng vượt qua những vách đá của hòn đảo.
Lâu đài If được xây dựng năm 1524-1531 theo lệnh của vua Francis I của Pháp như là một bảo vệ chống lại các cuộc tấn công từ biển. Tuy nhiên, việc xây dựng đã gây nhiều tranh cãi. Khi Marseille bị Pháp thôn tín vào năm 1481, thành phố giữ lại quyền tự quốc phòng riêng của mình. Lâu đài này do đó được nhiều người dân địa phương xem như là một sự áp đặt không mong muốn của Trung ương đối với họ.
Giá trị quân sự chính của lâu đài là một pháo đài ngăn chặn, nó không bao giờ phải chống lại một cuộc tấn công thực sự. Cuộc thử nghiệm gần nhất về sức mạnh của lâu đài này là vào tháng 7 năm 1531, khi Hoàng đế La Mã Thần thánh Charles V đã chuẩn bị để tấn công Marseille. Tuy nhiên, ông từ bỏ kế hoạch xâm lược, có thể ngăn cản bởi sự hiện diện của lâu đài.

## Tù nhân nổi bật
- Chevalier Anselme (1580-?)
- Jean Serres, Huguenot
- Élie Neau, Huguenot
- Chevalier de Lorraine, người tình của Philippe de France
- Jean-Baptiste Chataud, bị buộc tội mang bệnh dịch hạch đến Marseille - (khoảng 1720 - khoảng 1723)
- Honoré Mirabeau, nhà văn, chính khách - (1774–1775)
- Abbé Faria - (1797-?) - đang tranh cãi việc ông bị giam ở đây
- Michel Mathieu Lecointe-Puyraveau, nhà chính trị - (1815)
- Gaston Crémieux, lãnh đào Công xã Paris (1871)
- Edmond Dantès, nhân vật hư cấu trong Bá tước Monte Cristo của nhà văn Alexandre Dumas, père